# Oscinella smirnovi
Oscinella smirnovi är en tvåvingeart som beskrevs av Nartshuk 1955. Oscinella smirnovi ingår i släktet Oscinella och familjen fritflugor. Inga underarter finns listade i Catalogue of Life.